# Spilosoma nigrescens
Spilosoma nigrescens là một loài bướm đêm thuộc phân họ Arctiinae, họ Erebidae.